# Universo Mickey Mouse
Universo Mickey Mouse é um universo fictício que é o cenário de histórias que envolvem personagens da  Disney, tais como Mickey e Minnie Mouse, Pluto, Pateta, Pato Donald e muitos outros personagens.  O universo se originou dos curtas-metragens animados Mickey Mouse, produzidos pela Disney a partir de 1928, mas sua primeira versão consistente foi criada por Floyd Gottfredson na versão em quadrinhos para jornal. Versões do mundo real também existem em Disneylândia e Tokyo Disneyland, chamadas Mickey Toontown.
Desde 1990, a cidade em que Mickey mora é normalmente chamada de Mouseton, e é frequentemente descrita como a cidade ao lado de Duckburg, a cidade em que Donald Duck vive (veja Universo Pato). De acordo com a continuidade tradicional, ambas as cidades estão localizadas no estado fictício dos EUA de Calisota - análogo ao norte da Califórnia.
O aspecto mais consistente do universo do Mickey Mouse são os personagens. Os mais conhecidos incluem a namorada de Mickey, Minnie, o cachorro de estimação Pluto, os amigos Horace Horsecollar, Clarabelle Cow, Donald Duck, Daisy Duck and Pateta e nemesis Pete. Algumas produções da Disney incorporam personagens de filmes de animação da Disney, como Bath Day (1946; em que Figaro) de Pinóquio aparece como o gato de Minnie), Carol's Christmas Mickey (1983) e - mais amplamente - Disney's House of Mouse ( 2001-2003).
O termo "universo Mickey Mouse" não é usado oficialmente pela The Walt Disney Company, mas foi usado pelo autor de quadrinhos da Disney e historiador de animação David Gerstein. A Walt Disney Company typicamente usa os termos Mickey & Friends (Mickey e seus amigos) ou Mickey & the Gang (Mickey e sua Turma) para se referir à franquia.

## Outros personagens

### Sir Lock Holmes
Sir Lock Holmes é um personagem do universo Disney. É uma sátira extremamente escrachada ao famoso detetive Sherlock Holmes criado por Arthur Conan Doyle.
Criado em 1975 por Al Hubbard nos EUA, possui como ajudante o Mickey no papel de Dr. Watson.
Ao invés do grande gênio que é Sherlock Holmes, Sir Lock é extremamente atrapalhado e não tem nenhuma ideia própria, quem desvenda os casos é seu ajudante, Mickey, mas ele sempre sai por cima dizendo que as ideias foram suas. Também toca violino, como Sherlock, porém é um péssimo músico.
Seu arqui-inimigo é o Professor Nefárius, baseado no Professor Moriarty, também das histórias de Sherlock Holmes. A gangue do Professor Nefárius conta com três vilões, Boca Mole, Magricela e Tatu.
Possui mais de 90 histórias, quase todas publicadas no Brasil
Não deve ser confundido com outro personagem também baseado em Sherlock Holmes, Berloque Gomes. Outro personagem do universo Disney. Ambos os personagens já apareceram juntos em uma capa brasileira e numa história de uma página produzida para o mercado holandês.

### Tatu
Tatu é um personagem do universo Disney.
Criado em 1975 por Al Hubbard nos EUA.
Faz parte da gangue do Professor Nefárius junto com Boca Mole e Magricela. A gangue toda é atrapalhada e os planos do Professor sempre dão errado.
Possui mais de 80 histórias, em conjunto com Sir Lock Holmes, quase todas publicadas no Brasil

#### Nome em outros idiomas
- Inglês: Armadillo
- Italiano: Armadillo
- Norueguês: Maskot

### Professor Nefárius
Professor Nefárius é um personagem do universo Disney. É uma sátira ao vilão Professor Moriarty, criado por Arthur Conan Doyle, arqui-inimigo de Sherlock Holmes.
Criado em 1975 por Al Hubbard nos EUA.
O Professor Nefárius, assim como seu arqui-inimigo Sir Lock Holmes são extremamente atrapalhados, nunca tendo seus golpes o sucesso previsto. Em parte devido à astúcia de Mickey, assistente de Sir Lock, e muitas vezes à sua gangue, que é extremamente confusa. A gangue é formada por Boca Mole, Magricela e Tatu.
Possui mais de 90 histórias, em conjunto com Sir Lock Holmes, quase todas publicadas no Brasil

#### Nomes em outros idiomas
- Alemão: Professor Weinderl
- Espanhol: Profesor Nefario
- Francês: Professeur Néfastus
- Inglês: Professor Nefarious
- Italiano: Professor Nefarious
- Norueguês: Professor Slyngelius

### Magricela
Magricela é um personagem do universo Disney. Também chamado de "Comprido" em algumas histórias.
Criado em 1975 por Al Hubbard nos EUA.
Faz parte da gangue do Professor Nefárius junto com Boca Mole e Tatu. A gangue toda é atrapalhada e os planos do Professor sempre dão errado.
Possui mais de 80 histórias, em conjunto com Sir Lock Holmes, quase todas publicadas no Brasil

#### Nome em outros idiomas
- Inglês: Sidney
- Italiano: Sidney
- Norueguês: Lunta

### Boca Mole
Boca Mole é um personagem de histórias em quadrinhos Disney.
Criado em 1975 por Al Hubbard nos EUA.
Faz parte da gangue do Professor Nefárius junto com Magricela e Tatu. A gangue toda é atrapalhada mas Boca Mole é o mais tagarela de todos.
Possui mais de 80 histórias, em conjunto com Sir Lock Holmes, quase todas publicadas no Brasil

#### Nome em outros idiomas
- Inglês: Fliplip
- Italiano: Fliplip
- Norueguês: Leppa